# Won Woo-young
Won Woo-young (kor.: 원우영, ur. 3 lutego 1982 w Seulu) – koreański szablista, złoty medalista olimpijski i trzykrotny medalista mistrzostw świata.
Podczas igrzysk olimpijskich w Londynie w 2012 roku Koreańczycy w składzie: Gu Bon-gil, Won Woo-young, Kim Jung-hwan i Oh Eun-seok zdobyli złoty medal w drużynie. Na tej samej imprezie Won zajął dziewiątą pozycję w rywalizacji indywidualnej.
Na mistrzostwach świata w Turynie w 2006 roku wywalczył indywidualnie brązowy medal, ustępując tylko Rosjaninowi Stanisławowi Pozdniakowowi i Węgrowi Zsoltowi Nemcsikowi. Na rozgrywanych cztery lata później mistrzostwach świata w Paryżu zdobył złoty medal w turnieju indywidualnym, pokonując w finale Niemca Nicolasa Limbacha. Wspólnie z Gu Bon-gilem, Kim Jung-hwanem i Oh Eun-seokiem zdobył też srebrny medal drużynowo podczas mistrzostw świata w Kazaniu w 2014 roku.
Zdobył srebrny medal drużynowo podczas igrzysk azjatyckich w Doha (2006). Koreańczycy z Wonem w składzie powtórzyli ten wynik na igrzyskach azjatyckich w Kantonie (2010), a podczas rozgrywanych cztery lata później igrzysk azjatyckich w Inczon zdobyli złote medale. 
Wielokrotnie zdobywał medale mistrzostw Azji, w tym złote: indywidualnie na MA w Seulu (2011) oraz drużynowo podczas MA w Seulu (2011), MA w Suwon (2014) i MA w Singapurze (2015).